# William MacGillivray
William MacGillivray (Aberdeen, 25 de janeiro de 1796 — Aberdeen, 4 de setembro de 1852)  foi um naturalista e ornitólogo escocês.

## Vida e trabalho
MacGillivray nasceu em Old Aberdeen e foi criado em Harris. Ele voltou para Aberdeen, onde estudou Medicina no King's College, graduando-se em MA em 1815. Em Old Aberdeen, ele morou em 107 High Street. Ele então se tornou um Dissetor assistente nas aulas de Anatomia. Em 1823, ele se tornou assistente de Robert Jameson, o Regius Professor de História Natural da Universidade de Edimburgo. Ele foi curador do museu do Royal College of Surgeons de Edimburgo em 1831, renunciando em 1841 para se tornar Professor Regius de História Natural no Marischal College, Aberdeen.
MacGillivray era amigo do especialista americano em pássaros John James Audubon e escreveu grande parte das Biografias Ornitológicas de Audubon de 1830 a 1839. Audubon nomeou a toutinegra de MacGillivray para ele.
Ele morreu em 67 Crown Street em Aberdeen em 5 de setembro de 1852, mas está enterrado no cemitério de New Calton em Edimburgo. O túmulo está voltado para o leste no caminho do leste.

## Trabalhos
Os trabalhos de MacGillivray incluem:
- Lives of Eminent Zoologists from Aristotle to Linnaeus (1830)
- A Systematic Arrangement of British Plants (1830)
- The Travels and Researches of Alexander von Humboldt. (1832)
- A History of British Quadrupeds (1838)
- A Manual of Botany, Comprising Vegetable Anatomy and Physiology (1840)
- A History of the Molluscous Animals of Aberdeen, Banff and Kincardine (1843)
- A Manual of British Ornithology (1840–1842)
- A History of British Birds, indigenous and migratory, in five volumes (1837–1852)
- Natural History of Deeside and Braemar (1855), published posthumously
- A Hebridean Naturalist's Journal 1817-1818 (1996), published posthumously
- A Walk to London (1998), published posthumously

MacGillivray ilustrou o livro de Henry Witham, de 1833, The Internal Structure of Fossil Vegetables found in the Carboniferous and Oolitic deposits of Great Britain, e editou The Conchologist's Text-Book em várias edições.